# Crookes (cràter)

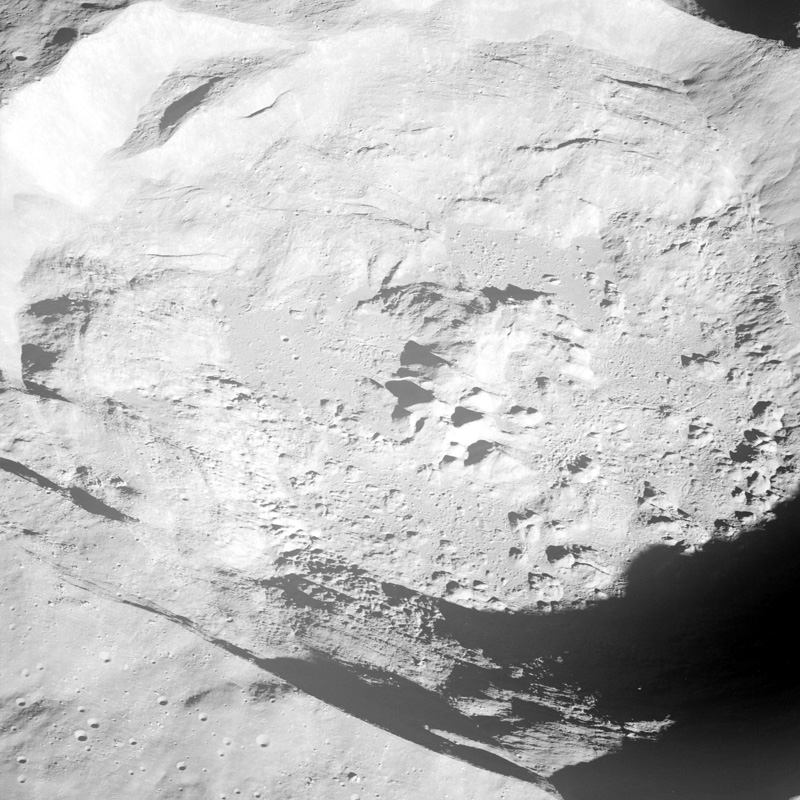
Sòl caòtic proper a Crookes. Imatge Apollo 8

Crookes és el nom d'un cràter d'impacte lunar localitzat en la cara oculta de la Lluna quan s'observa des de la Terra. Es troba just al sud-oest del cràter gegant Korolev. Al sud-oest de Crookes apareix el cràter McKellar.
|  |

El brocal d'aquest cràter té una albedo relativament alta comparada amb la de moltes formacions similars de la Lluna. Està situat al centre d'un sistema radial. Els materials expulsats formen una plana gairebé contínua en el seu exterior almenys a un diàmetre del cràter, abans que es formessin extensos rajos i una multitud de marques a través de la seva superfície. El sistema de marques radials continua durant diversos centenars de quilòmetres, incloent la seva extensió a través d'una porció substancial de la conca del cràter Korolev. A causa d'aquests rajos prominents, Crookes és cartografiat com a part del Sistema Copernicà.
Com es podria esperar per a un cràter relativament jove, Crookes té un brocal afilat, sense erosions significatives. Les parets interiors són relativament amples, i s'ha desplomat cap a dintre al llarg de les vores. Lleugerament desplaçat a l'est del punt central del cràter apareix un petit cim central sobre la plataforma interior.

## Cràters satèl·lit
Per convenció, aquests elements estan identificats en els mapes lunars a través d'una lletra al centre del costat del cràter més proper a Crookes (en la imatge adjunta, de forma orientativa, s'ha marcat el centre de cada cràter, i les lletres no segueixen el citat criteri):
|         | \| Crookes \| Coordenades \| Diàmetre \| \| ------- \| -------------------------------------- \| -------- \| \| D \| 9° 36′ S, 162° 48′ O / 9.6°S,162.8°O \| 41 km \| \| P \| 11° 42′ S, 165° 48′ O / 11.7°S,165.8°O \| 21 km \| \| X \| 6° 36′ S, 166° 12′ O / 6.6°S,166.2°O \| 24 km \| |          |
| Crookes | Coordenades | Diàmetre |
| D       | 9° 36′ S, 162° 48′ O / 9.6°S,162.8°O | 41 km    |
| P       | 11° 42′ S, 165° 48′ O / 11.7°S,165.8°O | 21 km    |
| X       | 6° 36′ S, 166° 12′ O / 6.6°S,166.2°O | 24 km    |